# Dicranomyia (Dicranomyia) vamana
Dicranomyia (Dicranomyia) vamana is een tweevleugelige uit de familie steltmuggen (Limoniidae). De soort komt voor in het Oriëntaals gebied.